# Eugen Notz
Eugen Notz OCist (* 10. Januar 1857 in Reichenhofen; † 4. August 1917 in Mehrerau) war Zisterzienser und Abt der Gefreiten Abtei Wettingen-Mehrerau in Mehrerau bei Bregenz.

## Leben
Als Josef Notz geboren, trat er nach der Matura in das Zisterzienser-Stift Mehrerau ein und erhielt bei der Einkleidung von seinem Abt nach dem sel. Papst Eugen III. den Ordensnamen Eugen. Am 18. Oktober 1874 legte er seine Profess ab.
Er empfing am 13. Juli 1879 die Priesterweihe und feierte 14 Tage später seine Primiz. Notz wurde am 2. Oktober 1902 als Nachfolger von Augustin Stöcklis zum Abt von Wettingen gewählt, im März 1903 wurde diese Wahl bestätigt und am 19. April 1903 erhielt er durch Bischof Dominikus Willi die Abtsweihe.